# 新耶路撒冷修道院

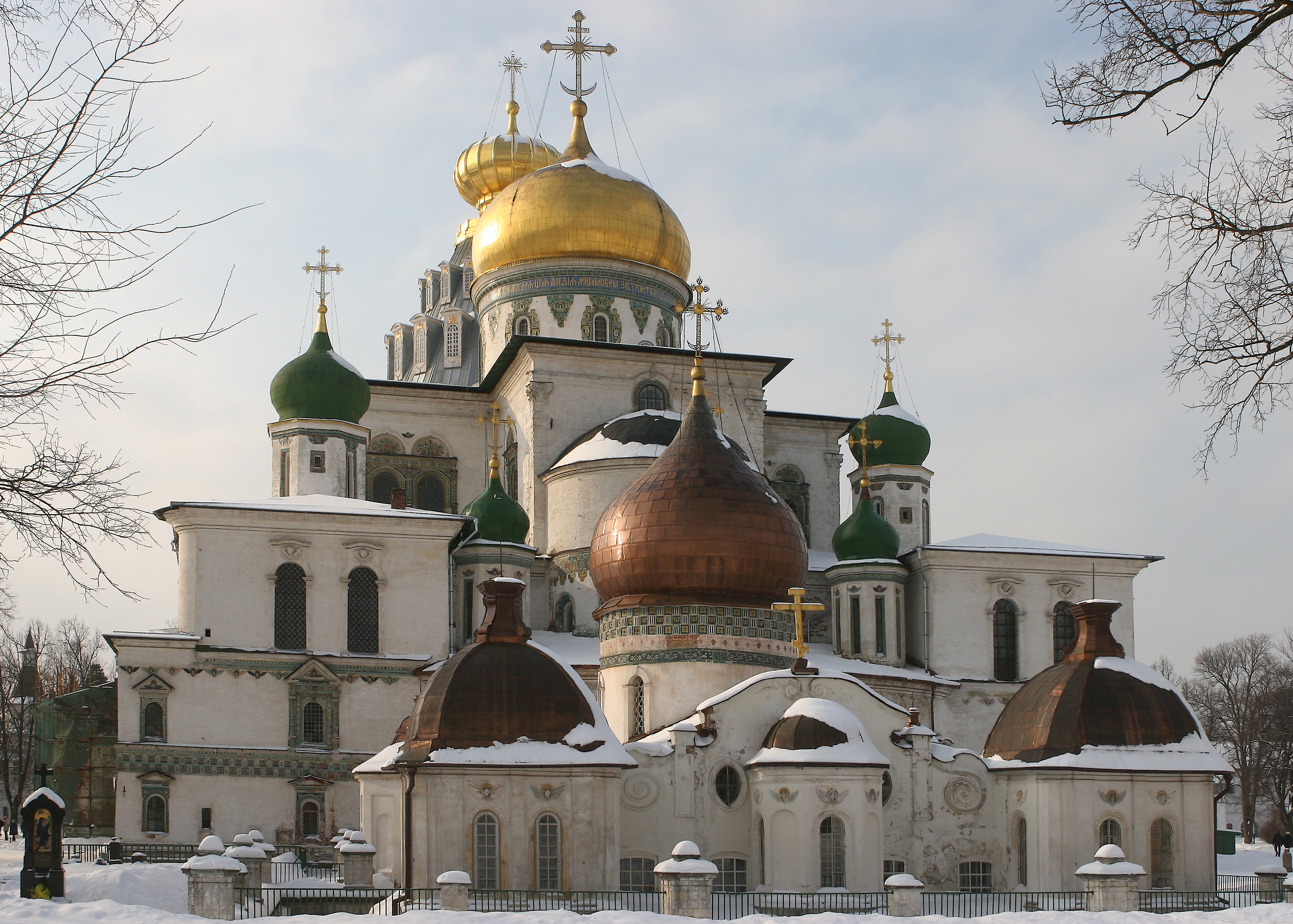
新耶路撒冷修道院

新耶路撒冷修道院（俄语：Новоиерусалимский монастырь）是一所男性修道院，位于俄罗斯莫斯科州的伊斯特拉。
新耶路撒冷修道院由尼康牧首创建于1656年，作为牧首在莫斯科的郊区的住所。修道院以新耶路撒冷命名，选择该地点是因为它类似圣地。伊斯特拉河代表约旦河，建筑代表耶路撒冷的圣地。尼康牧首招募了一些非俄罗斯籍的修士，以代表天上的耶路撒冷。修道院建筑群包括复活大教堂（1656年至1685年）、尼康牧首府邸（1658年）、圣三一教堂（1686年至1698年）等。在17世纪，新耶路撒冷修道院拥有一个大型图书馆，手稿来自其他修道院。到1764年世俗化时，修道院拥有约13000名农民。
1918年，新耶路撒冷修道院被关闭。1920年，在修道院的原址建立了历史和艺术博物馆。1935年，在此又设立了莫斯科州区域研究博物馆。1941年，德国军队洗劫了新耶路撒冷修道院。他们在撤退之前，炸毁了独特的大钟楼，塔被拆除;大教堂的拱顶坍塌，掩埋了著名的圣像壁，和其他珍宝。1959年，博物馆重新向公众开放，但是钟楼没有重建，而教堂的内部仍是光秃秃的。直到1990年代新耶路撒冷修道院才重新恢复宗教用途。
2009年3月俄罗斯总统梅德韦杰夫签署总统令，恢复并修复新耶路撒冷修道院。联邦政府动用联邦预算修复该修道院，普京内阁的副总理维克托·祖布科夫估计将耗资约130-200亿俄罗斯卢布。2016年6月，修道院重新开放。